# Vedano al Lambro

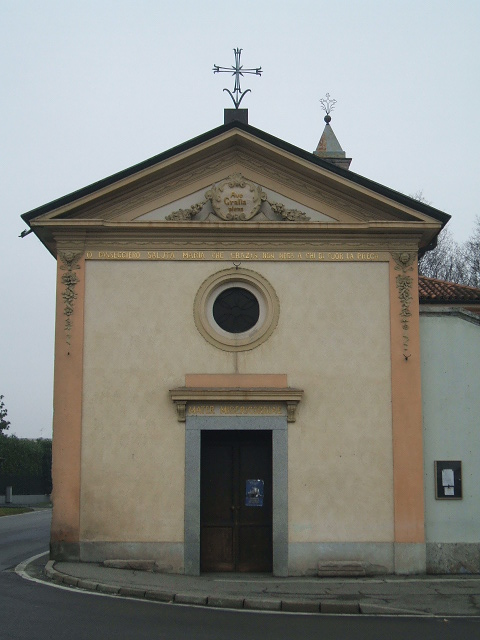
Madonna della Misericordia

Vedano al Lambro is een gemeente in de Italiaanse provincie Monza e Brianza (regio Lombardije) en telt 7688 inwoners (31-12-2004). De oppervlakte bedraagt 2,0 km², de bevolkingsdichtheid is 3822 inwoners per km².

## Demografie
Vedano al Lambro telt ongeveer 3128 huishoudens. Het aantal inwoners steeg in de periode 1991-2001 met 6,9% volgens cijfers uit de tienjaarlijkse volkstellingen van ISTAT.
| Jaar | Inwoneraantal |
| ---- | ------------- |
| 1991 | 7155          |
| 2001 | 7649          |

## Geografie
Vedano al Lambro grenst aan de volgende gemeenten: Biassono, Lissone, Monza.